# Panyu

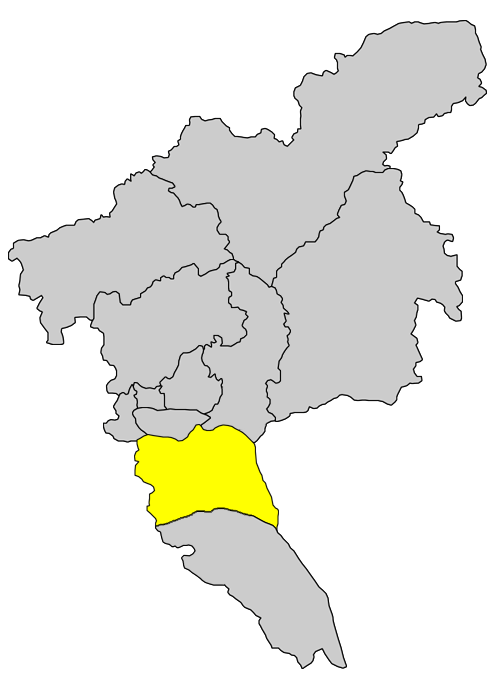
Lage des Stadtbezirks Panyu innerhalb der Stadt Guangzhou

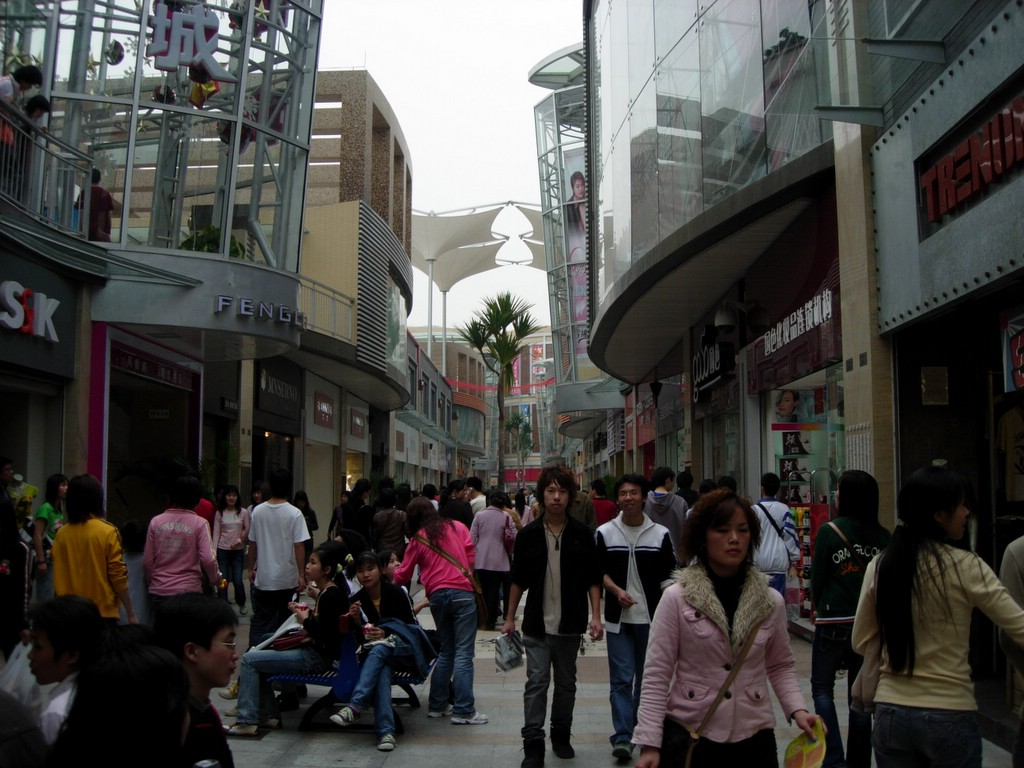
Die Yifa Jie, eine Einkaufsstraße in Panyu

Der Stadtbezirk Panyu / Panyü (chinesisch 番禺區 / 番禺区, Pinyin Pānyú Qū, Jyutping Pun1jyu4 Keoi1) ist ein Stadtbezirk der chinesischen Stadt Guangzhou in der Provinz Guangdong. Er hat eine Fläche von 529,9 km² und 2.658.397 Einwohner (Stand: Zensus 2020).
Der in Panyus Straßenviertel Nancun gelegene Yuyin-Garten (餘蔭山房 / 余荫山房,  Yúyīn Shānfáng, auch: 餘蔭園 / 余荫园,  Yúyīnyuán), die in der Großgemeinde Xinzao gelegenen Zwei Gräber aus der Zeit des Südlichen Han-Reiches (南漢二陵 / 南汉二陵,  Nánhàn Èr Líng) und der alte Steinbruch im Lianhua Shan im Straßenviertel Shilou stehen auf der Liste der Denkmäler der Volksrepublik China.

## Administrative Gliederung
Auf Gemeindeebene setzt sich der Stadtbezirk aus elf Straßenvierteln und acht Großgemeinden zusammen. 

## Sport
1991 war Panyu einer der Austragungsorte der ersten Fußball-Weltmeisterschaft der Frauen. Neben vier Vorrundenspielen fand ein Halbfinale im Ying Dong Stadium statt.